# José Munuera Montero
José Luis Munuera Montero (Jaén, 19 mei 1983) is een Spaans voetbalscheidsrechter. Hij was in dienst van FIFA en UEFA tussen 2019 en 2021. Ook leidt hij sinds 2016 wedstrijden in de Primera División.
Op 22 augustus 2016 leidde Munuera Montero zijn eerste wedstrijd in de Spaanse nationale competitie. Tijdens het duel tussen Celta de Vigo en Leganés (0–3 voor de bezoekers) trok de leidsman vijfmaal de gele en eenmaal de rode kaart. In Europees verband debuteerde hij op 1 augustus 2019 tijdens een wedstrijd tussen Viitorul Constanța en AA Gent in de tweede voorronde van de UEFA Europa League; het eindigde in 2–1 en Munuera Montero trok tweemaal de gele kaart. Zijn eerste interland floot hij op 7 oktober 2020, toen Andorra met 1–2 verloor van Kaapverdië door twee treffers van Ryan Mendes en een eigen doelpunt van Carlos Ponck. Tijdens deze wedstrijd toonde Munuera Montero twee gele kaarten.

## Interlands
| Datum            | Plaats                     | Wedstrijd               | Uitslag | Competitie        | Kreeg geel | Kreeg voor de tweede keer geel en dus rood | Weggestuurd |
| ---------------- | -------------------------- | ----------------------- | ------- | ----------------- | ---------- | ------------------------------------------ | ----------- |
| 7 oktober 2020   | Andorra la Vella, Andorra  | Andorra – Kaapverdië    | 1 – 2   | Vriendschappelijk | 2          | 0                                          | 0           |
| 16 november 2022 | Málaga, Spanje             | Andorra – Oostenrijk    | 0 – 1   | Vriendschappelijk | 2          | 0                                          | 0           |
| 7 juni 2024      | Mönchengladbach, Duitsland | Duitsland – Griekenland | 2 – 1   | Vriendschappelijk | 1          | 0                                          | 0           |

Laatst bijgewerkt op 26 juni 2024.